# Teunis G. Bergen
Teunis Garret Bergen (ur. 6 października 1806 w Brooklynie, zm. 24 kwietnia 1881 w Brooklynie) – amerykański polityk, członek Partii Demokratycznej.

## Działalność polityczna
W okresie od 4 marca 1865 do 3 marca 1867 przez jedną kadencję był przedstawicielem 2. okręgu wyborczego w stanie Nowy Jork w Izbie Reprezentantów Stanów Zjednoczonych.